# Pont des Défricheurs
Le pont des Défricheurs est un pont couvert qui traverse la rivière Noire Nord-Ouest dans la municipalité de Sainte-Lucie-de-Beauregard au Québec (Canada). Érigé en 1936, ce pont est l'un des seuls à subsister dans les environs avec le pont du Sault. 

## Toponymie
Le nom des défricheurs vient d'un concours de la municipalité en 1990 lors du 75e anniversaire de Sainte-Lucie-de-Beauregard. Il rappelle les défricheurs qui ont ouvert la municipalité de Sainte-Lucie-de-Beauregard au début du XXe siècle. Avant cela, et aujourd'hui encore, il est surnommé pont de Sainte-Lucie ou pont du Six, les deux noms proviennent respectivement de la municipalité et de la route (le 6e Rang Ouest).

## Caractéristiques
Le pont est situé sur le 6e Rang Ouest, à Sainte-Lucie-de-Beauregard. Il permettait de relier les deux rives de la rivière Noire Nord-Ouest, c'était l'un des deux ponts couverts de Sainte-Lucie, le deuxième était situé dans le village et permettait lui aussi de traverser la Noire Nord-Ouest.

### Dimensions
Le pont des Défricheurs a une longueur totale de 29,54 mètres . Le pont des Défricheurs a une largeur de 5,67 mètres dont 4,31 mètres carrossable. En raison de son ancienneté, le pont est limité à 10 tonnes et à une hauteur de 3,50 mètres